# Gymnasium Sottrum
Das Gymnasium Sottrum ist eine Schule der Samtgemeinde Sottrum im niedersächsischen Landkreis Rotenburg (Wümme).
Die Schule nahm im Schuljahr 2004/2005 den Unterrichtsbetrieb mit acht Klassen der Jahrgänge 5, 6 und 7 auf. Sie war zunächst nur als Mittelstufengymnasium konzipiert. Später genehmigte der Schulausschuss des Landkreises Rotenburg (Wümme) die Einrichtung einer Oberstufe.
Seit dem Schuljahr 2021/22 unterrichten an der Schule 60 Lehrkräfte etwa 700 Schüler und Schülerinnen. Die Jahrgänge 5 bis 10 sind dreizügig, die Oberstufenprofile derart breit aufgestellt, dass alle Wahlmöglichkeiten bestehen, die auch größere Gymnasien anbieten (u. a. Leistungskurse in Geschichte, Sport, Politik, Französisch, Chemie und Physik).

## Pädagogische Arbeit, Ausstattung und Angebote
Zurzeit werden die Fremdsprachen Englisch, Latein, Französisch und Spanisch unterrichtet. Im Fach Französisch besteht im Rahmen einer Arbeitsgemeinschaft die Möglichkeit, sich auf die DELF-Prüfung vorzubereiten. Für besonders begabte Schüler gibt es seit dem Schuljahr 2013/14 eine Altgriechisch-AG. Außerdem werden weitere Arbeitsgemeinschaften (Biologie, Chemie und Turbo Delphi) angeboten, die sich an besonders interessierte Schüler wenden. Eine weitere Besonderheit der Schule ist die Arbeitsgemeinschaft Natural Horsemanship, in der den Schülerinnen und Schülern der Umgang und die Begegnung mit Pferden ermöglicht wird.
Zwei Arbeitsgemeinschaften – Jonglieren und Speed Stacking – sind auf Initiative von Schülern gegründet worden und werden auch von Schülern geleitet. Des Weiteren gibt es Arbeitsgemeinschaften im musischen Bereich und im Sport. In den Hauptfächern werden für leistungsschwächere Schüler der Klassen 5 bis 7 Förderkurse angeboten.
Die Schule verfügt über Fachräume für die Fächer Physik, Chemie, Biologie, Kunst und Musik sowie über zwei Computerräume mit je 18 PCs. Darüber hinaus verfügt die Schule über acht mobile Medienstationen, die in den Klassenräumen eingesetzt werden können. Eine Bibliothek, in der sich Schüler in der Pause Bücher entleihen können, wird von Eltern und Schülern betrieben und unterstützt.

## Schüleraustausch
Im Fach Spanisch wird ein Austauschprogramm mit einer Schule in Porto Cristo durchgeführt.

## Förderverein
Bereits vor der Gründung des Gymnasiums wurde im Februar 2004 der Förderverein für das Gymnasium in Sottrum gegründet. Der Verein unterstützt Schulprojekte, Klassenfahrten und die Bibliothek.

## Das Gebäude
Das 2001 erbaute Gebäude beheimatete zunächst die Orientierungsstufe und die Grundschule Sottrum Süd (heute Morgenstern-Grundschule – der Name der Morgenstern-Grundschule entstand aus einem Schülervorschlag). Im Herbst 2004 wurde der Fachraumtrakt fertiggestellt, im Sommer 2005 wurde der Klassentrakt um vier weitere Klassenräume erweitert und zu Beginn des Schuljahres 2007/2008 wurde das Schulgebäude um vier weitere Klassenräume, eine Cafeteria, ein Kiosk und eine große Pausenhalle (Forum) mit einer kleinen Bühne ergänzt. Im März 2023 erfolgte die feierliche Einweihung eines weiteren Oberstufentrakts mit mehreren Klassen- und Aufenthaltsräumen sowie einer Mensa.

## Auszeichnungen
- 2024 Otto-Wels-Preis für Demokratie für ein Projekt zur jüdischen Geschichte Sottrums[3]